# Кастел Кјодато (Рим)
Кастел Кјодато је насеље у Италији у округу Рим, региону Лацио.
Према процени из 2011. у насељу је живело 1654 становника. Насеље се налази на надморској висини од 171 м.